# Bundesliga de 1974–75
A Primeira Divisão do Campeonato Alemão de Futebol da temporada 1974-1975, denominada oficialmente de Fußball-Bundesliga 1974-1975, foi a 12º edição da principal divisão do futebol alemão. O campeão foi o Borussia Mönchengladbach que conquistou seu 3º título na história do Campeonato Alemão.

## Premiação
| 1. Fußball-Bundesliga 1974-1975              |
| Renânia do Norte-Vestfália                   |
| -------------------------------------------- |
| BORUSSIA MÖNCHENGLADBACH Campeão (3º título) |